# Relațiile dintre România și Franța
Relațiile dintre Franța și România datează la nivel de ambasadă din anul 1880, când au fost deschise legații reciproce, dar contactele dintre Franța și statele precursoare ale României se întind în Evul Mediu.

## Istoric
În anul 1396 un corp de armată condus de ducele Ioan de Burgundia a luptat alături de oastea voievodului Mircea cel Bătrân în bătălia de la Nicopole, unde au fost înfrânți de sultanul Baiazid I. Voievodul Țării Românești și ducele burgund au scăpat însă cu viață, acesta din urmă fiind numit, datorită curajului dovedit în bătălia respectivă, „Ioan cel Neînfricat” (Jean sans Peur). 
În 1762 diplomatul și scriitorul Claude-Charles de Peyssonnel a propus crearea unei reprezentanțe franceze în Principatele Române, deziderat care s-a realizat în 1798: un consulat general se deschidea la acea dată la București și un viceconsulat la Iași.

## În prezent
Ambele țări sunt membre cu drepturi depline ale NATO și ale Uniunii Europene. Din 1993, România este membră în Organizația Internațională a Francofoniei. Agenții consulare la Brașov, Cluj, Constanța, Iași și Timișoara.

## Misiunile diplomatice rezidente
- Franța are o ambasadă în București.
- România are o ambasadă în Paris și consulate generale Lyon, Marseille și Strasbourg.

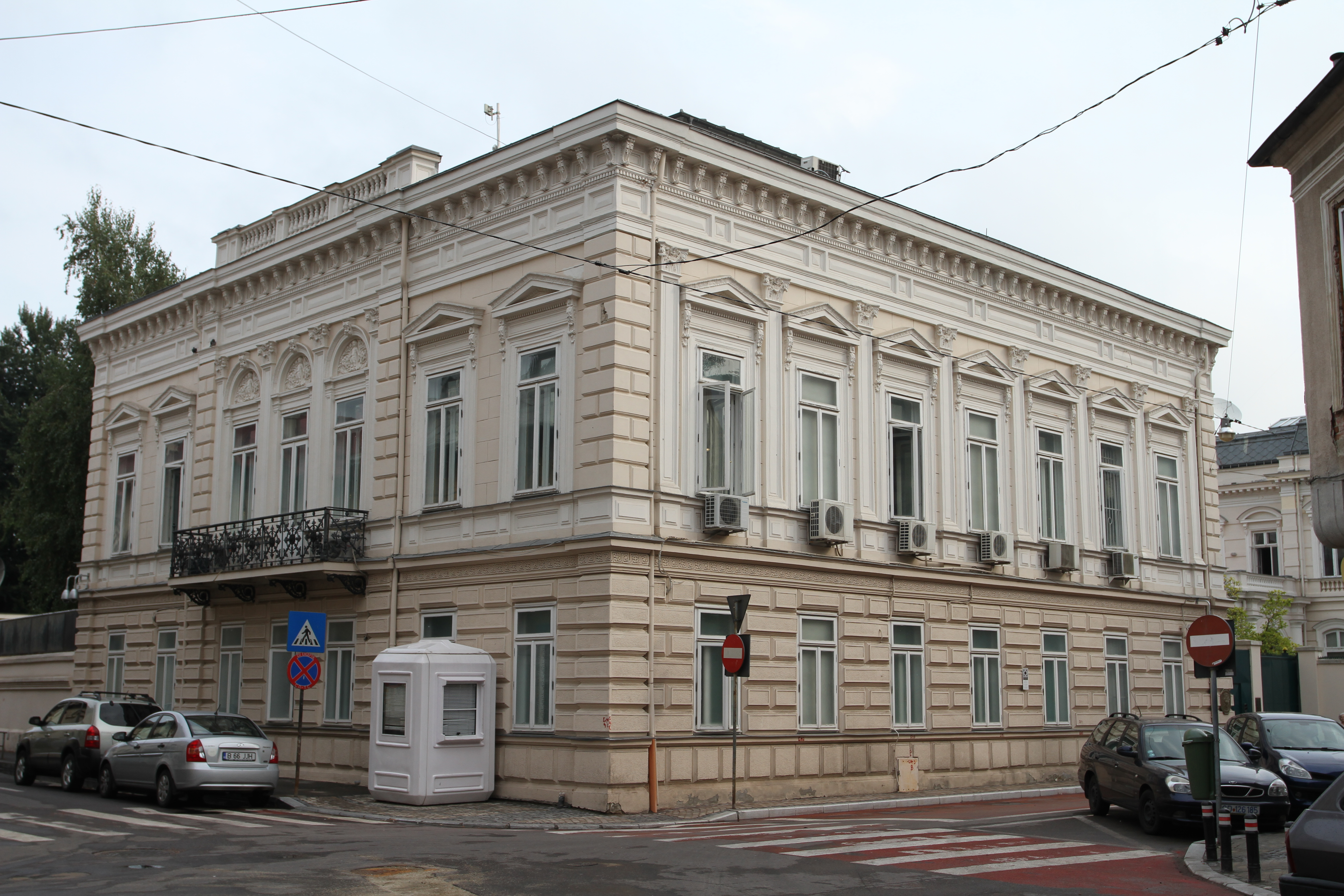
Ambasada Franței la București
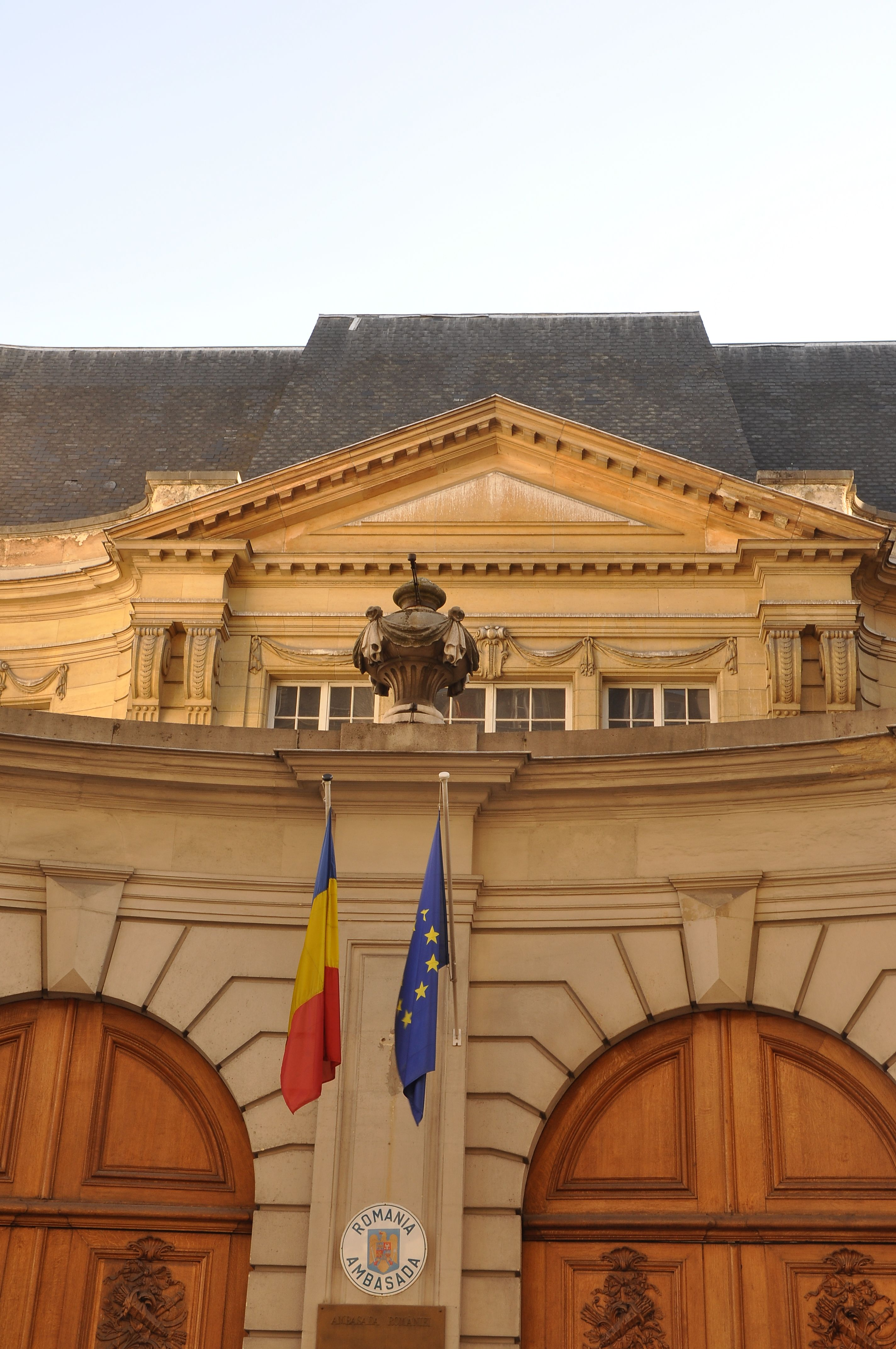
Ambasada României la Paris
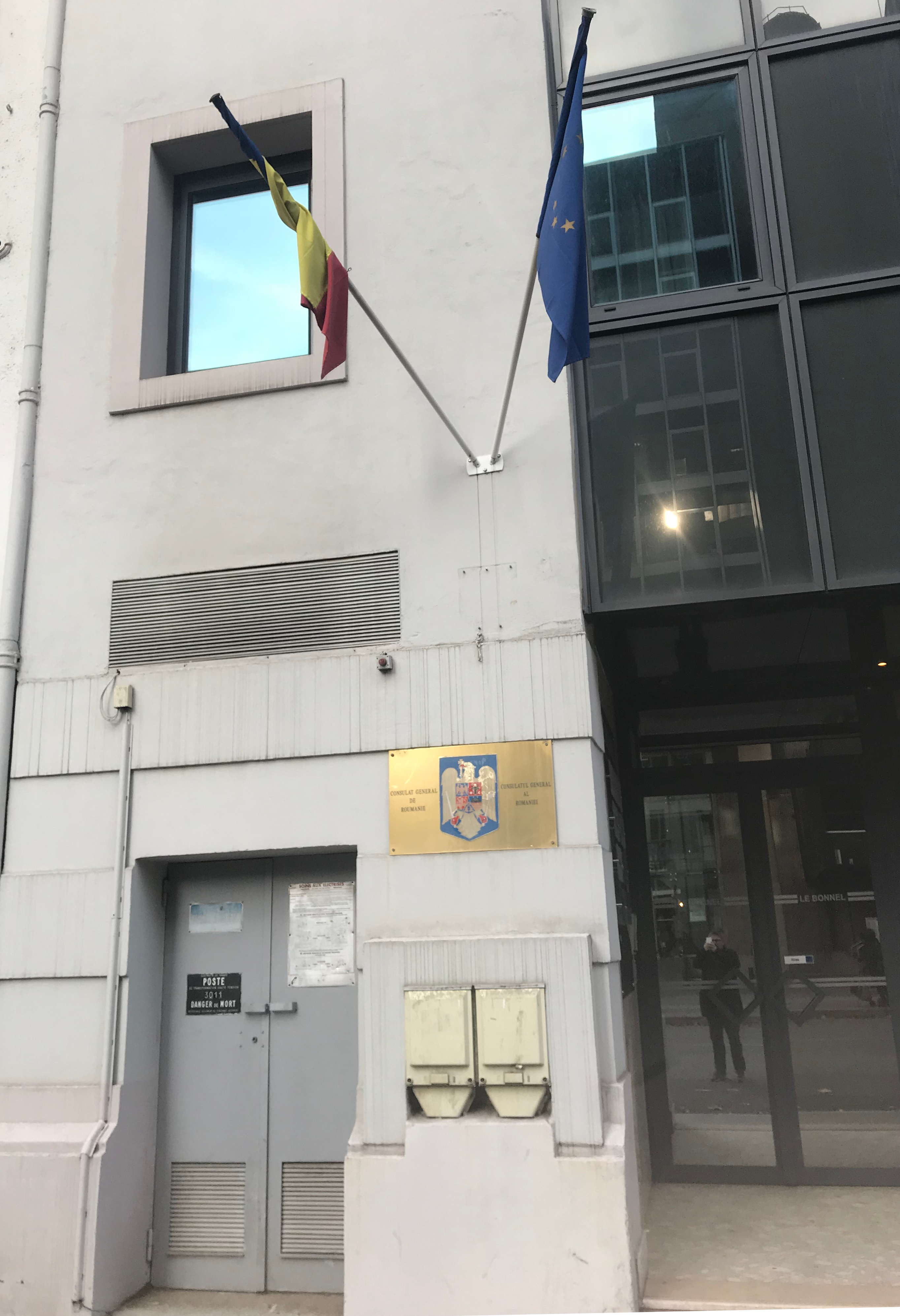
Consulatul general al României la Lyon
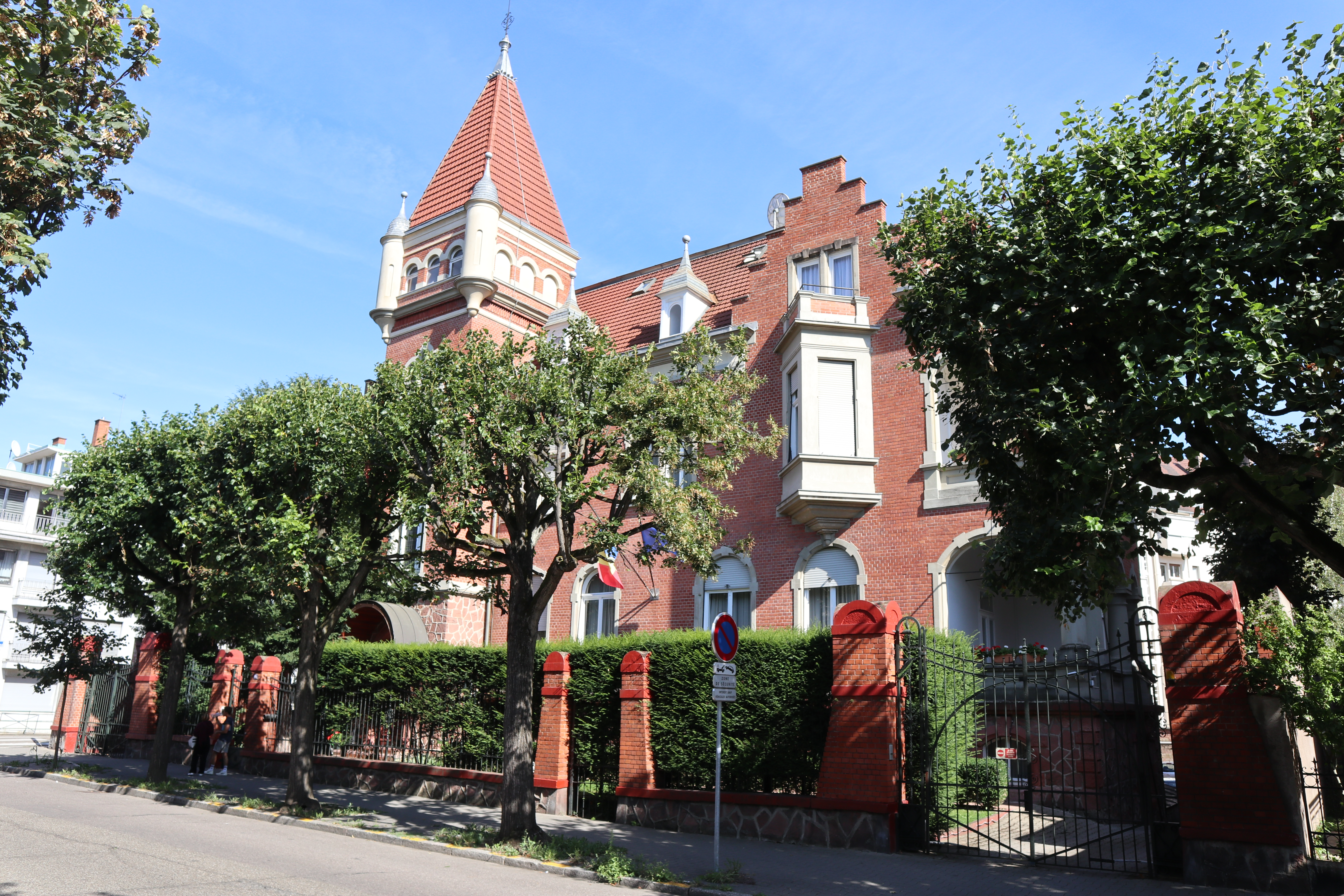
Consulatul general al României la Strasbourg

## Legături externe
- Ambasada Franței
- Ambasada României